# ハー・ゴビンド・コラナ
ハー・ゴビンド・コラナ（Har Gobind Khorana, 1922年1月9日 - 2011年11月9日）は、アメリカ合衆国の分子生物学者。インドのパンジャブ地方生まれ。遺伝暗号の翻訳とタンパク質合成の研究で、ロバート・W・ホリー、マーシャル・ニーレンバーグとともに1968年度のノーベル生理学・医学賞を受賞した。また同年マーシャル・ニーレンバーグと共にコロンビア大学よりルイザ・グロス・ホロウィッツ賞を受賞している。彼は1966年にアメリカ合衆国に帰化し、マサチューセッツ州ケンブリッジに住みマサチューセッツ工科大学にて晩年まで勤務した。

## 人物
コラーナは、当時イギリス領インド帝国であったパキスタンの貧しい村で生まれた。父親はこの村の税務署員だった。彼は父親から家庭で教育を受け、後にムルタン高校に入学した。ラホールのパンジャブ大学で1943年に学士号、1945年に修士号を取得した。1945年にリバプール大学に移り、1948年に博士号を取得すると、1948年から1949年にかけてチューリッヒでポスドク研究を行った。続く2年間をケンブリッジで過ごし、タンパク質や核酸に研究の興味が移っていった。
1952年からはブリティッシュコロンビア大学に通い、1960年にウィスコンシン大学マディソン校に移った。その後、彼はマサチューセッツ工科大学の教授となり、スクリプス研究所の理事となり、晩年まで務めた。
2011年11月9日、アメリカ合衆国マサチューセッツ州で死去。89歳没。

## 家族
コラーナは1952年にスイス出身のエスター・エリザベス・シブラーと結婚した。1953年5月4日には長女のジュリア・エリザベス、1954年10月18日には次女のエミリー・アン、1958年7月26日には長男のデイブ・ロイが生まれた。

## ノーベル賞
2つの塩基が交互に繰り返したRNAは、2種類のアミノ酸を与える(UCUCUCU → UCU CUC UCU)。この事実と、ニーレンバーグとレダーの実験によって、UCUはセリンを、CUCはロイシンをコードしていることが分かった。
また、3つの塩基が交互に繰り返したRNAは、3種類のアミノ酸を与える(UACUACUA → UAC UAC UAC, or ACU ACU ACU, or CUA CUA CUA)。
UAG、UAA、UGAという配列を含む4つの塩基が交互に繰り返したRNAは、ジペプチドかトリペプチドしか与えない。このことからUAG、UAA、UGAはストップコドンであることが分かる。
これらの実験結果によって、コラーナらは全ての生物に共通する遺伝暗号は塩基3文字ずつの言葉で書かれていることを明らかにした。この業績で、コラーナらは1968年12月12日にノーベル賞を受賞した。
コラーナはまた、世界で最初にオリゴヌクレオチドを合成した人物でもあり、最初にDNAリガーゼを単離した人物でもある。これらの方法を用いた人工オリゴヌクレオチドは世界中の研究室でシークエンスやクローニングに使われている。コラーナの発明は自動化、商業化され、そのおかげで今では誰でも欲しい配列のオリゴヌクレオチドを様々な会社から買うことができる。

## 受賞歴
- 1968年 アルバート・ラスカー基礎医学研究賞
- 1968年 ルイザ・グロス・ホロウィッツ賞
- 1968年 レムセン賞
- 1968年 ノーベル生理学・医学賞
- 1974年 ウィラード・ギブズ賞
- 1980年 ガードナー国際賞
- 1987年 アメリカ国家科学賞

## トリビア
コラーナは出身地のパンジャブ地方では非常に有名であり、若い頃の彼に関する小話は高校生のレベルから教えられている。彼は博士号を取ってからパンジャブで教育職か研究職を探していたが、｢コネ｣がなかったため、その名声に反して職が得られなかったという話である。この小話は、パンジャブ地方では伝説となっている次のような一文で終わる。｢コラーナさん、私たちはあなたに職を与えようと、辞令を書くところでした。しかしちょうどその時、大臣が自分の甥を推薦してきて……｣。コラーナはこれを聞いてすぐにリバプールに移り、二度とパンジャブに戻ってくることはなかった。